# برندن آرونسون
برندن آرونسون (بالإنجليزية: Brenden Aaronson) (مواليد 22 أكتوبر 2000) هو لاعب كرة قدم أمريكي يلعب في مركز الوسط في نادي فيلادلفيا يونيون.

## روابط خارجية
- برندن آرونسون على موقع الاتحاد الأوربي (الإنجليزية)
- برندن آرونسون على موقع الدوري الأمريكي (الإنجليزية)
- برندن آرونسون على موقع إي إس بي إن إف سي (الإنجليزية)
- برندن آرونسون على موقع قاعدة بيانات كرة القدم.إي يو (الإنجليزية)
- برندن آرونسون على موقع ليكيب (الفرنسية)
- برندن آرونسون على موقع ناشيونال فوتبول تيمز (الإنجليزية)
- برندن آرونسون على موقع Soccerbase.com (لاعب) (الإنجليزية)
- برندن آرونسون على موقع Soccerway.com (الإنجليزية)
- برندن آرونسون على موقع عالم كرة القدم.نت (الإنجليزية)